# قلمرو الماس
قلمرو الماس (انگلیسی: Diamond Realm)یا وجره‌دهاتو (Vajradhātu) یک مفهوم مهم در بودیسم وجره‌یانه است که به عنوان فضایی متافیزیکی توصیف می‌شود. این قلمرو نماد ذهن روشن و آگاهی بودا و پنج بودای خرد است که جنبه‌های مختلف واقعیت را مجسم می‌کنند.
در مرکز این قلمرو، بودای وَیروچَنَه (Vairocana) قرار دارد که نماد خرد مطلق است. چهار بودای دیگر، آکشوبهیه، راتناسامبهاوا، آمیتابها و آموگهاسیدهی، در چهار جهت اصلی اطراف وَیروچَنَه قرار گرفته‌اند.
قلمرو الماس اغلب به صورت ماندالا به تصویر کشیده می‌شود. ماندالا نمودار نمادینی است که ساختار کیهان و ماهیت ذهن روشن را نشان می‌دهد. ماندالای قلمرو الماس معمولاً به رنگ سفید است و بوداها و بوداسف‌ها در آن با جواهرات و زیورآلات تزئین شده‌اند.
این قلمرو نشان‌دهنده پتانسیل ذاتی برای رسیدن به روشن‌بینی در همه موجودات است. با تمرین و مدیتیشن بر روی ماندالای قلمرو الماس، فرد می‌تواند به درک عمیق‌تری از ماهیت واقعیت و خرد دست یابد. قلمرو الماس همچنین به عنوان نمادی از تبدیل رنج به روشن‌بینی در نظر گرفته می‌شود.